# ツアーバス
ツアーバスとは、日本において旅行会社が貸切バスを借り上げて催行する、人員の移動のみを目的とする募集型企画旅行商品、またはその目的で用いられる貸切バスをいう。
国土交通省による定義では、高速道路（高速自動車国道または自動車専用道路）を経由する「2地点間の移動のみを主たる目的とする募集型企画旅行」として運行される貸切バスを「高速ツアーバス」としていた。
この項目においては、貸切バスを用いた募集型企画旅行商品のうち、旅行参加者の移動のみを提供する「高速ツアーバス」または「都市間ツアーバス」と呼ばれる商品について記述する。貸切バスで移動しながら観光地への入場や食事・買物・宿泊等を伴うパッケージツアーとしての「バスツアー」や、バス以外の交通機関を経路の一部に組み込んだ旅行商品については原則として取り扱わない。

## 概要

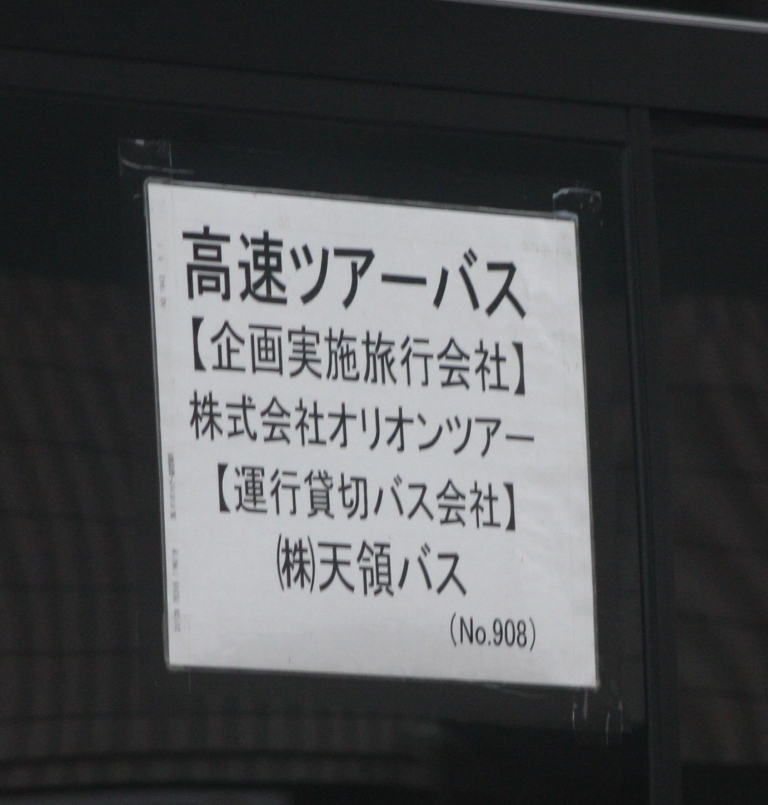
バスのドア付近に貼られたツアー主催者と運行会社名の表示

道路運送法に基づき乗合バス事業者が運行する長距離路線バス（高速乗合バス、いわゆる「高速バス」）とは異なり、旅行業法に基づき旅行会社等の主催者が貸切バス事業者が運行する観光バスを借り上げて、募集型企画旅行の形態で旅行参加者（=乗客）を募集する形態をとる。
道路運送法第21条では、貸切バス事業者（一般貸切旅客自動車運送事業者）が乗合旅客運送を行えるのは、災害時など特別な場合に限られることを定めている。このためツアーバスにおいては、代金はあくまでも「運賃」ではなく「旅行代金」として収受され、貸切バス事業者自らが旅行会社として募集型企画旅行の主催者（または受託者）となる場合以外は、参加者がバス事業者に代金を直接支払う事はなく、主催する旅行会社の営業窓口または、集合場所等に駐在する証明書（外務員証）を携帯した旅行会社の外務員に支払うことになる。
貸切バスで観光地などを巡る一般的な団体旅行（バスツアー）と大きく異なる点として、貸切バス事業者の職員である車掌・バスガイドや、旅行会社の職員である添乗員は同乗しない、出発から到着までの間は運送（輸送）以外の役務提供は行われない。食事の提供、観光施設の入場料や宿泊・休憩にかかる料金は旅行代金に含まれない。
2000年のバス事業に関する規制緩和により急速に普及し数多く運行されていたのが、高速ツアーバス（こうそくツアーバス）あるいは都市間ツアーバス（としかんツアーバス）と称される、特定の都市（例：東京 - 大阪）間を高速道路経由の夜行便（一部は昼行便）で結ぶ形態のものである。
利用者側から見た移動手段としては、高速路線バスとツアーバスでは車両の内装や価格帯に大きな差異が見られないため、一般消費者には違いがわかりにくく、その区別を意識せず利用しがちであった。また旅行サイトやバス予約サイト、マスメディアなどでも高速路線バスとツアーバスを一括りにして扱い、ツアーバスを含めて「高速バス」と紹介する例が多数見られた。
一例として、楽天トラベルでは高速路線バスと高速ツアーバスを総合して「高速バス予約」と表記して予約を受け付けていた（2013年の新高速乗合バス制度への移行後は「高速バス・バスツアー」の表記に変更された）。また『日経トレンディ』2011年9月号の掲載記事「出張も旅行も“安くて贅沢”が常識!? 「超豪華高速バス」の正体を探る!」 では、高速路線バスである弘南バスの「津軽号」とともに、海部観光やイルカ交通のツアーバスも含めて「（広義の）高速バス」として扱う事例などが見られた。
しかし、高速ツアーバスは道路運送法に基づき認可を受けた乗合バスではないため、料金（運賃に相当）や定時運行、運転手の連続乗務時間と交代回数、車両運用などに法的な規定が及ばないことをはじめ、バスターミナルやバス停留所を使えないため、大型バス対応の駐車場を使用するか路上駐車となる、出先で点検整備を行う車庫（営業所）がない場合が多い、高速道路の通行料金区分が異なる など、実際には異なる部分が多数存在した。
この形態による都市間ツアーバスについては、参入事業者や設定コースの増大につれ、既存の乗合バス制度との法的整合性を中心にかねがね議論の的になっていた。国土交通省が2012年4月に高速ツアーバスと高速乗合バスを一本化する方針を示した直後、2012年4月29日に群馬県で関越自動車道高速バス居眠り運転事故が発生し、この事故の原因が高速夜行ツアーバスでの運転手の過労によるものとされたことから、高速ツアーバス規制と乗合バスへの一本化への動きが急速に進んだ。
2013年7月31日夜から「新高速乗合バス制度」が施行され、2013年7月末をもって募集型企画旅行としての高速ツアーバスを運行することはできなくなった。この制度改革により、ツアーバスを運行していた大手業者は体制を整備し、2013年8月から乗合バス事業の認可を得て「新高速乗合バス」に転換したが、実際には企画・催行していた旅行会社自ら乗合バス事業の許可を得てバスを保有し運行するのではなく、委託先の貸切バス事業者に乗合バス事業の許可を取得させるか（旅行会社のグループ会社の場合が多い）、合弁で運行を行う乗合バス事業者を設立した上で、企画・催行していた旅行会社は、委託先事業者が運行する路線バスとなった座席を引き続き販売し、乗車時の案内を行う形態に移行したケースがほとんどであった。また一方で、「新高速乗合バス」に転換する体力のない中小業者のほとんどはツアーバスからの撤退を余儀なくされた。
なお、民主化前の台湾においても長距離バスは台灣省公路局の独占が定められていた為「野鶏車」と呼ばれる同様の形態のバスが存在しており、民主化後にこれらのバスは統聯客運をはじめ合法の民営路線バスに転換した。

## 歴史
この節においては、貸切免許による乗合運送の特別許可から、募集型企画旅行商品としてのツアーバスに至る一連の歴史について扱う。

### 規制緩和前

#### 帰省バスの誕生
旅行商品の形態によるバスでの旅客輸送としては、お盆や年末年始を中心に帰省者を主な利用対象として大都市と地方都市の間で運行されていた「帰省バス」と称するものがある。
「帰省バス」という用語は1942年頃には詩集『ホトトギス』にも登場しているが、大阪府に本拠を置く中央交通が1961年に日本初の帰省バスの運行を開始したと自称している。相鉄バスでも1963年の帰省バスの風景が紹介されている。西鉄バスでも1962年12月28日に福岡 - 大阪間で帰省バスの運行を開始したとしている。中には名古屋 - 鹿児島間や大阪 - 鹿児島間のように24時間以上かけて運行するバスもあり、近畿日本鉄道（現：近鉄バス）が運行していたする大阪 - 鹿児島間は26時間を要し、名古屋近鉄バス（現：名阪近鉄バス）が運行していた名古屋 - 鹿児島間は所要時間の表記がないが、名神高速道路が開通していた当時の状況から29時間程度を要していたとみられる。
当時の帰省バスは、主に都市部の大手私鉄のバス部門や私鉄系バス事業者が、グループ内の旅行会社を通じて企画し運行されることが多く、自社の路線バスや鉄道施設、鉄道車両内などで広告していた。当時は東名高速道路・名神高速道路以外の高速道路はまだ開通しておらず、ほとんどは一般国道での運行で所要時間もかかったが、座席が必ず確保されることもあって人気は高かった。これら帰省バスの多くは、1980年代以降には高速バスの需要調査も兼ねることにつながり、石見銀山号など多客期の帰省バスの実績から定期運行に発展した例も多い。

一例として、1980年の年末から新宿 - 飯田間で帰省バスを運行していた信南交通が挙げられる。盆期・年末年始には4台連行で運行するなど好調で、後の中央高速バス伊那・飯田線の運行開始につながった。一時は倒産寸前とまで言われた同社が単年度黒字になるまで押し上げる要因となった好例である。
現在は、高速乗合バス網の発達、高速ツアーバスの普及、法改正などにより、募集型企画旅行商品として季節的に臨時催行される程度である。また、既存の路線免許を組み合わせるなどして路線認可を得た上で、期間限定の高速路線バスとして運行する例もあり、一例として西鉄高速バス・大分バスの「日豊海岸 くろしお号」、JRバス中国・防長交通の「宇部・山口・広島 - 東京線」などが挙げられる。

#### スキーバスの隆盛
冬季スキーシーズンのスキー客の送迎を目的に、大都市とスキー場との間でスキーバスが多数運行された。新潟県の岩原スキー場によれば、最初の夜行日帰りスキーバスは1961年に運行されたとしており、西鉄バスでも1963年12月にはスキーバスの運行を開始したとしている。
スキー場のロープウェイ、リフトや宿泊券等のバウチャーと一体化した旅行商品（当時の用語では主催旅行、現在の募集型企画旅行）として催行された。
その後はバブル崩壊に伴うスキーブームの終焉により催行が減少した。2013年・2014年の冬期まで西武トラベル が主催していた苗場ライナーの例を挙げると、同ツアーはスキーシーズンの毎週末に最少催行人数1名で、西武観光バスの貸切バスを使用し、品川プリンスホテル・サンシャインシティプリンスホテル等と苗場プリンスホテル間の移動手段のみを主に提供していた（往復参加の場合に限りドリンク券付き）。私鉄系旅行会社による企画、私鉄系路線バス事業者の貸切部門による運行、集合・解散場所は関係会社の敷地という点を除くと、都市間高速ツアーバスに近い催行・運行形態であった。2014年12月からは「苗場ホワイトスノーシャトル」として季節運行の高速乗合バスに転換し、伊豆箱根バスと西武観光バスによる運行となった。
スキーバスに類似する催行形態として登山バスがある。さわやか信州号（アルピコハイランドバス → アルピコ交通）は登山バスが高速乗合バスへ転換した例である。

#### 会員制バスの誕生
1980年代初頭、北海道稚内市の北都観光が、路線申請するほどの数は見込めないが、確実に需要の存在する札幌と稚内を結ぶ会員制バスの運行を開始したのが始まりである。実際の運行は銀嶺バスと道北観光バスが担当した。路線バスの場合は乗客がいなくても運行する義務があり、いわゆる「空気輸送」となってしまうこともあるため、このような運行形態が取られた。
1984年1月には、道内の貸切バス活性化の一環として、北海道運輸局が会員制バスの運行を充実する方針を明らかにしたことから、札幌から北海道内の各地を結ぶ会員制バスが多数設定された。しかし、路線バスの免許秩序が乱れるという理由で疑問を呈されていた。
この状況下で、同1984年5月に北都観光と銀嶺バスが札幌と留萌を結ぶ会員制バスの運行を開始し、これに対して北海道中央バスが北海道運輸局に対して北都観光の留萌線の運行を廃止させるように要請した。しかし北都観光では「違法ではなく需要もある」と反発した。最終的に、北海道運輸局は1984年12月、会員制定期バスに対しては当時の道路運送法24条の2（貸切免許による乗合運送の特別許可）を適用することで決着した。これにより、それまで会員制定期バスを運行していたバス事業者に加え、沿岸バスが道路運送法24条の2に基づいて運行を申請した。
これを受けて、運輸省では1986年6月10日に通達「一般貸切旅客自動車運送事業者による乗合旅客運送の許可について」（昭和61年6月10日地自第124号、地域交通局長から各地方運輸局長等あて通達）を示し、「運行区間が乗合バス事業者の路線と全部又は一部で重複し、取扱旅客につき競合関係が生ずる場合」などの条件に該当する場合、道路運送法24条の2の適用を指導することとなった。

#### ディズニーランドツアーバス
1983年4月15日に東京ディズニーランド（TDL）が開業。1990年に日本交通公社（現：JTB）が、名古屋 - TDL間でツアーバス「パンプキンX-PRESS」を定期催行した。このツアーはTDLの団体パスポートと組み合わせた旅行商品として設定された。
これ以降、各旅行会社により全国各地からTDLに向かうバスツアーが登場したが、「パンプキンX-PRESS」を含め、往路は1日目の夜に出発して2日目の朝にTDLへ到着、現地解散して以後は自由行動、復路は2日目の夜に集合し3日目の朝に到着するのが一般的で、TDLで丸1日遊べて往復のバス車中で宿泊となり、宿泊費がかからないことから学生や若者に人気を博した。

### 都市間ツアーバスの拡大

#### 2000年以降の規制緩和
2000年には「道路運送法及びタクシー業務適正化臨時措置法の一部を改正する法律」（平成12年5月26日法律第86号）が公布され、2002年2月1日に施行された。これは乗合バス・タクシーの需給調整を廃止するとともに、道路運送法の目的から「道路運送に関する秩序の確立」を除くものであり、バス事業の大幅な規制緩和をもたらすものであった（なお、この法律施行に伴い、1986年の通達が廃止されている）。
規制緩和の「追い風」を受け、ディズニーランドツアーから派生する形で、2001年4月14日に新宿・横浜 - ユニバーサル・スタジオ・ジャパン（USJ）間に近畿日本ツーリストによるツアーバス「ベイドリームライナー」が定期催行された。このツアーでは往復の他に片道参加も可能とし、USJの他に京都・新大阪での中途解散（降車地）も設定、TDLのパスポートや宿泊を付帯しないプランも設定するなど、さらに都市間ツアーバスに近い色彩のものとされた。
この「ベイドリームライナー」に続き、2001年5月にオリオンツアーが「関西バス」を催行開始、2001年7月には西日本ツアーズ（現・WILLER TRAVEL）が東京 - 大阪間で催行開始した。

#### ツアーバス拡大に対する国土交通省の対応
2005年7月28日、国土交通省自動車交通局は「ツアーバスに関する当面の対応方針について」と題した通知文書（自動車交通局旅客課新輸送サービス対策室長・同課旅客運送適正化推進室長から各地方運輸局旅客第一課長等あて事務連絡） を示した。この通達では、「旅行業者が募集型企画旅行（改正前旅行業法では主催旅行と定義）で行う、観光やスキーといった移動以外の目的を伴わない、2地点間の移動のみを主たる目的とした「ツアーバス」が、一般乗合旅客自動車運送事業類似行為ではないかとの疑義」に対して、「2地点間の移動を目的とした募集型企画旅行であっても、正規の貸切契約に基づく運行については、旅行会社に対して道路運送法上の責任は問えない」との指針を示した。一方で、「旅客数に応じた運賃収受の場合は、乗合運送の無許可営業が考えられる」「事業運営の適正化が望ましいと判断される場合は、乗合許可申請を指導する」として、乗合運送の類似行為に一定の歯止めをかける方向性も示された。
2006年5月の道路運送法改正では、第一条に「道路運送の分野における利用者の需要の多様化及び高度化に的確に対応したサービスの円滑かつ確実な提供を促進する」という文言が書き加えられた。さらに2006年6月30日付の通達「ツアーバスに関する取扱いについて」 では「運送の発地又は着地のいずれかが営業区域内に存在し、運送契約等が確認できれば経由地における旅客の取扱いは道路運送法上問題がない」との指針が示され、ツアーバスの運用の弾力化が図られることになった。
これにより、ツアーバスの業態が法的に事実上認知されたような受け止め方をされたという指摘もある。これ以降、旅行会社の主催によるツアーバス催行は急速に増加し、2006年時点でツアーバスを催行する旅行業者はすでに約30社に上っていた。
しかしながらその一方で、特に貸切バス事業者へのしわ寄せの面で問題が顕在化するようになったことから、国土交通省は2006年6月30日付の通達「『ツアーバス』に関する募集型企画旅行の適正化について」（平成18年6月30日国総旅振第101号、総合政策局旅行振興課長から（社）日本旅行業協会・（社）全国旅行業協会等あて通知） を発出。旅行業者に対し、道路運送法・労働基準法・道路交通法等の関係法令への違反行為の教唆、幇助となる可能性がある貸切バス事業者への強要行為を行わないよう指導するとともに、乗合バスの手配旅行と誤認させるような広告の禁止、旅行契約の締結の際に旅行条件の説明を行うこと、乗車券の代わりとなる契約書書面等の交付（または代替措置）を行うこと、旅行代金の収受を貸切バス乗務員ではなく旅行業者等の外務員資格保有者が行うことなどの指導を行った。
しかし、2007年2月28日にあずみ野観光バスのスキーツアーバスで吹田スキーバス事故が発生、乗員・乗客が死傷した。事故原因が運転手の過労運転によるものとされたことから、貸切バス事業者に対して様々な指導が行われることとなった。
2008年には、任意団体「高速ツアーバス連絡協議会」が業界団体として設立された。しかし同団体の組織率は、企画催行会社（旅行会社）が観光庁把握の52社中37社（71%）、運行受託会社（貸切バス事業者）が国土交通省把握の235社中38社（16%）にとどまった。

#### 総務省による行政評価の実施とその影響
これらの状況を踏まえ、所管官庁の国土交通省とは別に、総務省行政評価局が2008年8月から2010年9月までの間、貸切バスの安全確保対策等についての行政評価・監視を実施した。この行政評価に伴う調査対象は、国土交通省のみならず、厚生労働省、公正取引委員会、国家公安委員会（警察庁）、事業者や関係団体等と多岐にわたった。
この調査の一環として、総務省行政評価局が2009年3月、貸切バス事業者4,304社と、東京・大阪・京都の貸切バス駐車場で待機中のバス運転手500人に対してアンケートによる実態調査を実施、事業者の61.1%（2,629社）と運転手の27.2%（136人）から回答を得た。その結果、貸切バス事業者と契約先（旅行会社）との運送契約内容に関し、回答者の約40%が契約先から安全性を度外視した無理な要求は「ない」とする一方で、同数に近い事業者が無理な要求が「常にある」または「時々ある」と回答。また、158社は契約先からの運賃や契約内容に関する無理な要求が原因で事故・違反になったことがあると回答している。加えて、貸切バス業界全体で9割以上が国土交通省への届出運賃を収受できていないと回答、届出運賃を下回る契約が常態化することで貸切バス事業者の経営を圧迫している実態が明らかになった。またバス運転手の労働環境については、1日当たりの拘束時間について運転手の60%近くが違反を経験、1日当たりの休息期間は運転手の3人に1人が日常的に違反、さらに1日当たりの運転時間は運転手の78.0%が違反しているという実態が明らかになった。さらに運転中の睡魔やヒヤリ・ハット体験はアンケートに回答した運転手の9割が経験しており、その原因について「運行スケジュールが厳しく疲労が蓄積」(61.2%)、「休日や休息の不足による過労運転」(59.7%)を挙げているという現状が明らかになった。
この結果を踏まえ、総務省行政評価局では「貸切バス事業については、多数の法令違反があり、安全運行への悪影響が懸念」があると指摘。2010年9月10日に国土交通省に対して以下の4項目の勧告を行った。
- 貸切バス事業における安全確保対策の徹底
- 収受運賃の実態把握の実施及び公示運賃の検証
- 旅行会社への指導・監督の強化
- 貸切バス事業者に対する監査の効果的・効率的な実施

### 乗合バスとの一本化へ

#### 国土交通省による高速バス一本化への報告書
これを受ける形で、国土交通省では自動車局が中心となり、学識経験者・高速バス関係者・ツアーバス関係者らで組織する「バス事業のあり方検討会」（座長：竹内健蔵東京女子大学教授）を2010年10月24日に設置。12回の審議を経て、2012年3月30日に最終報告書をまとめ、同年4月3日に公表された。
報告書では、高速ツアーバスについて「実態としては高速乗合バスと同様の定時・定路線での運行であり、高速乗合バスと同じ規制の下で、乗合バスとして運行することが適当」と指摘。その上で「安全性・利便性を確保する仕組みが整えられている高速乗合バスと、供給量や価格の柔軟な変更が可能なツアーバスのそれぞれの長所を活かし、柔軟な供給量調整や価格設定等が可能な新たな高速乗合バス規制を導入することとし、高速ツアーバス事業者に対して新たな高速乗合バスへ移行させ、新たな高速乗合バス規制の下での一本化を図るべき」とまとめている。

#### 関越自動車道高速バス事故の影響
上記の国土交通省による高速バス事業一本化についての報告書が公表されてからわずか23日後、2012年4月29日に関越自動車道上り線で、高速ツアーバス運転手の過労運転が原因とされる関越自動車道高速バス居眠り運転事故が発生、多数の死傷者を出した。
この事故を受け、国土交通省自動車局は2012年5月29日、安全政策課内に「高速ツアーバス等の過労運転防止のための検討会」（座長：酒井一博公益財団法人労働科学研究所所長）を設置。専門家を交えた検討を行い、パブリックコメントの実施を経て、2012年7月18日に国土交通省通達「旅客自動車運送事業運輸規則の解釈及び運用について」を改定、交代運転者の配置基準を「実車距離が400km（安全点呼等の特別な安全措置を行い、これを公表した事業者については500km）を越える場合」「1人の運転者の乗務時間が10時間を越える場合」に厳格化する措置 を定めると共に、同日から高速ツアーバスを運行する貸切バス事業者の安全への自主的な取り組みや、国土交通省が実施した最近の監査状況（法令違反や行政処分の有無など）の情報公開を開始した。検討会の最終報告書は2013年4月2日に公表された。
国土交通省・観光庁は高速ツアーバスと高速乗合バスの誤認を避けるため、2012年6月29日に「高速バス表示ガイドライン」を通達し、「高速乗合バス」と「高速ツアーバス」の別などを明示するよう指導。主にツアーバス事業者に対して「ツアーバス（募集型企画旅行）」であることを明示させた。また乗合バス事業者の中にも「高速乗合バス（路線バス）」であることを明記していない事業者もあった。
関越道バス事故を受け、国土交通省は同年7月、高速ツアーバスを運行する貸切バス事業者を対象に緊急重点監査を実施。立ち入り時点で何らかの法令違反を指摘された事業者が298者中250者（調査対象の83.8%）に上り、そのうち48者（同16.1%）が重大または悪質な法令違反を指摘されていたことが明らかになった。また、各地方運輸局の管内の主要な駅等で2012年7月20日から8月31日にかけて貸切バスの一斉点検を実施したところ、332台中73台に問題があり行政指導を実施した旨が発表された。なお、行政処分を受けた事業者のうち新潟県の小千谷観光バスは処分に対し異議申立てを行ったことを公式サイトで発表している。
観光庁・都道府県庁は同年7月、旅行業者を対象に集中的立入検査 を実施、高速ツアーバスを主催する旅行会社59者中、何らかの法令違反（大半が取引条件説明書面等の未交付、記載不足等）を指摘された会社が28者（47.4%）という結果であった。
さらに厚生労働省労働基準局は同年7月、高速ツアーバスを運行する貸切バス事業場に対する監督指導を実施し、高速ツアーバスの運行に関わる339事業場のうち、329事業場（全体の95.6%）に労働基準法違反（労働時間の超過、休日の非付与、割増賃金の不払等）を確認、260事業所（全体の76.7%）に改善基準告示違反（総拘束時間超過、最大高速時間超過、休息時間の非付与、最大運転時間超過、連続運転時間超過、休日労働等）が認められた。
国土交通省は関越道バス事故等を踏まえ、当該事故の緊急対策において引き続き検討すべきとされた運行管理者制度その他の幅広い事項について検討する場として、改めて「バス事業のあり方検討会」（座長：中村文彦横浜国立大学大学院教授）を設置。2012年10月25日から2013年3月29日まで計6回にわたり検討を行い、2013年4月2日に結果を報告した。これを受け、国土交通省では「高速・貸切バスの安全・安心回復プラン」を立案、委託者・受託者が一体となった安全管理体制（運輸安全マネジメントの実施）を2013年4月以降に構築するとともに、業界団体を中心とした適正化事業（コンサルティング）の導入を2013年5月以降に導入し、過労運転防止のための交代運転手の配置基準を路線バスにも2013年8月より適用することとなった。
これにより、一日当たりの運転手の走行距離制限が厳格化されたことから、2013年8月からは日帰りバスツアーでも設定できなくなったコースがあった。

#### 新高速乗合バス制度の施行

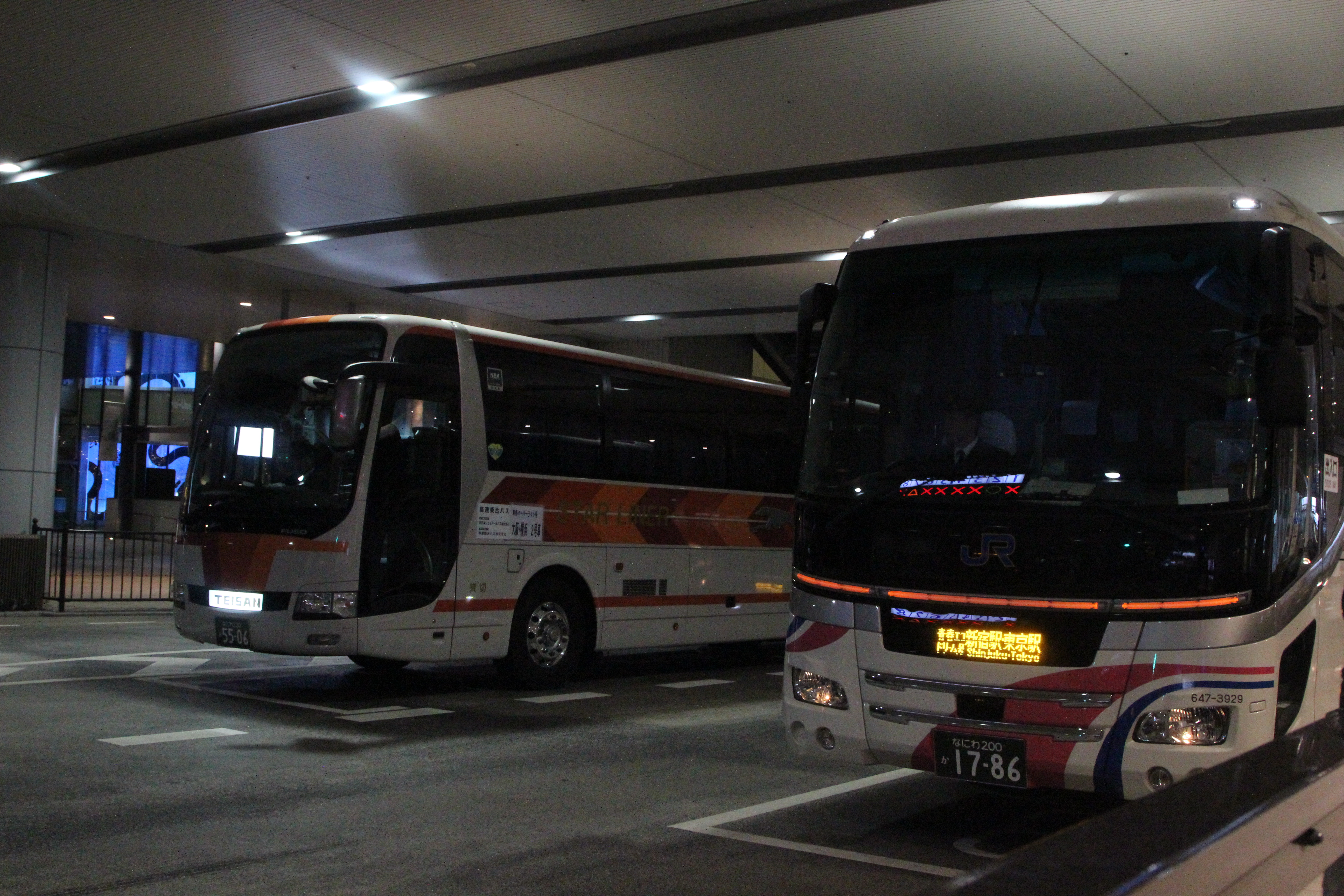
貸切バス事業者が高速路線バスの受託運行を行う例（画像左・青春ハーバーライト号・西日本ジェイアールバス運行、帝産観光バス受託）

（旧）バス事業のあり方検討会の報告書並びに関越道での事故を受け、2012年7月30日には、国土交通省自動車局が高速ツアーバスと従来の高速乗合バスを一本化した「新高速乗合バス」制度を定め、省令や通達の改正を行った。「高速・貸切バスの安全・安心回復プラン」でも、高速ツアーバスの新高速乗合バスへの移行・一本化を2013年7月末までに行うことが明記されており、同日をもって従来の旅行会社等が主催する募集型企画旅行商品である高速ツアーバスは、乗合バス事業者による新高速乗合バスへ一本化された。
具体的な変更点は以下のとおりである。
- 乗合バス事業者による管理の受委託制度に、乗合バス事業者から乗合バス事業者への委託に加え、乗合バス事業者から（一定の法令遵守要件を満たす）貸切バス事業者への委託のスキームを導入する[49]。
  - 貸切バス事業者への委託の場合は、受託する貸切バス事業者が保有する車両での運行を基本とする（乗合バス事業者への委託は委託者が保有する車両での運行が基本）。
  - 委託できる車両数には、高速バス系統全体の実働車両数に対する委託比率が原則1/2以内（法令遵守状況により2/3以内）の上限が設けられる。乗合バス事業者への委託の場合は、車両比率に代えて系統長に対する委託比率の上限を適用することができる。
  - 管理の受委託には国土交通省の認可を要し、受託者から第三者への再委託（いわゆる「下請け運転」）は禁止する。
  - 受託者の運行管理・整備管理について委託者が受託者に対して指導・助言を行うなど、委託者・受託者一体となった安全管理体制の構築を義務づける。
- バス路線の便数・価格の変更届出期間を現行の「30日前まで」から「7日前まで」に大幅短縮する。
- 届け出る運賃は「固定額運賃」だけではなく、割引運賃については上限額と下限額（上限額の80%以内）を示した「幅運賃」での届出を認める。

これにより、過去からツアーバスを主催している旅行会社が引き続き同様の事業を継続するには、移行期間の間に営業所、車庫、車両及び運転手等を自己で準備し、一般乗合旅客自動車運送事業の許可を受け、乗合バス事業者に業態変更する必要があるとされた。
バス停留所の確保は参入を希望する乗合バス事業者の責務ではあるが、場所によってはかなりの困難が予想されることから、国土交通省は2012年11月30日に「高速ツアーバス等の高速乗合バスへの移行のための高速バス停留所調整ガイドライン」 を策定し、大都市の一部の地域の調整にあたることとした。2013年3月1日に「第1回新宿駅周辺高速バス停留所調整協議会」、2013年3月25日に「第1回東京駅八重洲口周辺高速バス停留所調整協議会」 を開催した。
高速ツアーバス連絡協議会では、協議会内部に停留所対策委員会を設置し、関係各所への訪問に加え、バスターミナルや路上の新設停留所の確保、既存停留所の共用等の調整を開始するとした。
同協議会会員各社の新高速乗合バス制度移行へ向けた取り組み例として、旅行会社による貸切バス子会社の新設がある。オリオンツアーは自社系列のバス事業者としてオー・ティー・ビーを設立。日本ユース旅行とロイヤルホリデーでは主な運行委託先であるエポック観光が中心となり、日本ユース旅行はジャムジャムエクスプレス、ロイヤルホリデーはロイヤルバスをそれぞれ立ち上げた。この他にも、日本案内通信が武元重機との合弁会社としてサンシャインエクスプレスを設立するなどの例があり、乗合事業許可も取得予定とした。また、貸切バス事業者が新車を乗合バス仕様で購入した例も紹介された。
既存乗合バス事業者におけるツアーバスから新高速乗合バスへの転換例としては、アルピコ交通のさわやか信州号（季節催行）がある。同便は2012年度までは同社の貸切バス部門であるアルピコハイランドバスが運行するツアーバス形式で運行されていたが、2013年度の運行分から高速路線バスに転換した。
高速路線バス事業者の中にも新制度を活用する動きが見られた。既存の大手バス事業者であり中央高速バスを主催する京王電鉄バスは、2012年12月から西東京バス・アルピコ交通に管理の委託を開始した。また運賃の変更についても、京王電鉄バスが中央高速バス新宿甲府線の2枚綴り回数券運賃を期間限定で2000円（普通運賃片道は1950円）で発売した のをはじめ、各社が季節運賃の導入を発表するに至った。
JRバスでは、西日本ジェイアールバスにおいて格安便を中心に日本交通 (大阪府)や帝産観光バスに管理の委託を開始した。2019年7月からはジェイアールバス関東が新宿〜本庄・伊勢崎線の一部便を群馬中央バスに運行委託している。

#### 都市間ツアーバスの終焉
2013年（平成25年）7月30日、国土交通省は新高速乗合バス事業を営む49社、及び新高速乗合バスの受委託を行う30社に対して道路運送法に基づき許認可を行った。翌7月31日をもって旅行業法に基づく都市間ツアーバスの運行は終了し、31日夜出発便から新高速乗合バスとしての運行を開始した。
従来の都市間ツアーバスを運行していた事業者のうち、7割は新高速乗合バス事業に参入していない。当初は運行事業者の減少に伴い、路線・便数の減少や運賃の上昇が懸念されたが、太田昭宏・国土交通大臣は同年7月30日の記者会見で、2013年8月のピーク期に新高速乗合バス大手6社が運行するバスの便数は前年同月比で約3割減少したことを指摘した上で「（既存の）高速バスを含めた全体の中でツアーバスのシェアは6％程度。その中の3割減少ということ」と述べた。

## ツアーバスを催行していた旅行会社
括弧内はツアーバス商品名。下記以外にも多数存在する。

### 高速乗合バスへ移行したツアーバス
新高速乗合バス制度への移行後に運行休止・廃止された路線も含む。
- ウィラートラベル（WILLER EXPRESS）- ウィラー・アライアンスグループ。ツアーバス業界最大手。
- オリオンツアー（オリオンバス）-  H.I.Sグループ。
- ロータリーエアーサービス（キラキラ号） - 債権者破産を申し立てられ[59]、2014年7月に桜交通に事業譲渡し消滅。同年8月に関連会社のケーケーエアー及び旅バスとともに破産申請を行った。のち桜交通系列に編入。
- ロイヤルホリデー（ロイヤルエクスプレス）- 福岡移転後にHEARTS傘下入り。
- ユタカ交通（ユタカライナー）
- 日本ユース旅行（ジャムジャムライナー）
- MKトラベル（MKナイトシャトル） - MKグループ。2014年9月30日を最後に運行終了。
- 日本案内通信（サンシャインツアー）
- 平成エンタープライズ（VIPライナー）
- 富士セービングバス（旅の散策） - 2008年に事業廃止したタイセイ観光バスより「旅の散策」バス事業を譲受。のち、平成エンタープライズのVIPライナー（運行は同社系列の平成コミュニティバス）及び桜交通（系列のAT LINERも含む）の「散策バス」へ移行。2015年3月限りで事業廃止。
- 海部観光（マイエクスプレス）- 2020年にナオヨシ傘下となる。
- さくら観光 - 桜交通系列。「さくら高速バス」に移行。
- 高知駅前トラベル（スマイルライナー） - 高知駅前観光系列
- 新日本ツーリスト（コトバスエクスプレス） - 琴平バス系列。
- アミイファクト（アミー号） - 山一サービス・武井観光・ウエスト観光バスに移管し、アミー号の乗車券を販売する総代理店に移行。
- 株式会社アップオン（NETWORK）
- 中央交通トラベルクラブ（ウェルカムライナー） - 中央交通 (大阪府)系列。死亡事故による休止を経て「ダックスライナー」に改称するも日の丸自動車興業傘下入り後に運行休止。
- マアト（たびのすけバス） - 青垣観光バスに移管。
- イルカ交通（ドルフィンライナー）- 大和トランスポートグループ。「きときとライナー」東京線となったが、運行休止。
- 丸一観光（グリーンライナー）- WILLERとの業務提携により、2022年7月14日よりWILLER EXPRESS北陸便に統合。
- ケイ・エス（MKツアーランド・タニートラベル） - カナショク[60] 系列。「中日本ハイウェイバス[61]」に移行。事業譲渡により現在は富士タクシー傘下。
- 青木バス（あおぞらツアー）
- トラビスジャパン（花バス）
- アリーナ（AREX）- 移行後はWILLER GROUPとの合弁会社「WILLER EXPRESS北信越」に移管。
- イーグルトラベル（ムーンスター号） - イーグルバス系列。2021年2月を最後に路線廃止。
- 旅クラブジャパン（ミルキーウェイエクスプレス）- さくら観光バス系列。
- 高速バスツアーズ - 「KBライナー」に移行するとともに、千葉みらい観光バス・三栄交通に移管。2020年現在の総代理店は千栄交通株式会社。
- オーケー商事（現 ブルーストーク、ブルーライナー） - 高速乗合バスへの移行後は、ブルーライナーとして広栄交通バス・武陽観光バス・日本海観光バス・森山観光バスが運行する高速乗合バスの、乗車券の販売窓口（総代理店）という形態に移行。
- フジトラベル（ナイトライナー）
- グレーストラベルインターナショナル（グレースライナー）- グレース観光系列。
- サンマリンツアー（サンマリンライナー） - 2016年に南九州観光バスに事業譲渡し、現在は同社宮崎営業所が運行。
- ラド観光九州（福岡シティライナー） - 「南九号」に移行。
- ハッコートラベル（ハッコーライナー）
- 山口運送 (宮崎県)（みとシティライナー）
- 網走観光交通「まりも急行札幌号」- 高速乗合バスへの移行前は、阿寒湖温泉旅館組合のツアーバスとして運行していた。
- 弘南バス「アップル号」「えんぶり号」- アップル号は移行後「パンダ号」に統合の上「パンダ号東京新宿線」に、「えんぶり号」は2021年7月に「パンダ号（八戸線）」に改称した。なお、弘南バスは「ニューノクターン号」など高速路線バスも運行している。
- ユタカコーポレーション（ゴーゴーライナー）
- アルピコハイランドバス（さわやか信州号）- アルピコ交通系列。乗合移行に際し、一部系統を同社が運行する中央高速バスに編入。2024年現在の運行会社はアルピコ交通・京王バス・東急バスの3社。
- 神姫バスツアーズ（ハートライナー）-神姫バスグループの神姫観光（旧・神姫観光バス）により、Limon（リモン）ブランドで運行。なお、親会社の神姫バスは「プリンセスロード号」など高速路線バスも運行している。

### 運行終了したツアーバス
- サン太陽トラベル（East West Shuttle） -  吹田スキーバス事故の当該スキーバスを催行していた旅行会社。事故後に社会的信用が低下し、事業停止・破産。
- ハーヴェストホールディングス（ハーヴェストライナー） -  関越自動車道高速バス居眠り運転事故の当該ツアーバスを催行していた旅行会社。事故後に事業停止、破産。
- シーズリートラベル（旅ライナー） - 後に主催会社が総合観光（平成エンタープライズの関連会社）に移り「VIPライナー」に発展解消した。
- SUGIZAKI・トラベルサポート（STSライナー） - 杉崎観光バス系列。ただし、2014年7月から杉崎観光バスが自社運行の高速バス路線を開設している。
- 房総エキスプレス[62][63]（東京アクアライナー） - 2013年7月31日をもって運行休止[64]。同社が請け負う企業送迎バスの車両送り込みを兼ねて運行開始、都市間ツアーバスとしては珍しく東京都内への通勤客をターゲットとしていた。貸切バス専業事業者として自社バスツアー「アクアツアー」は継続。
- 夢湖観光（ドリームレイクライナー） - 無期限運行休止。貸切バス事業は継続。
- ベルプランニング（高速ライナー） - 事業停止、破産。
- アクセスインターナショナル（アクセスブルーライナー） - 事業停止、破産。
- 銀河計画（JJライナー）
- 佐土原運送（トラポータ・ライン）
- アイ観光バス（あいアイライナー）
- 宮崎ツアーサービス（福岡シティライナー）
- 南薩観光（シティライナーウェスト）
- サンデン交通（サンデンライナー）- ふくふく東京号運行終了後、山口 - 東京間のツアーバスを催行していた。

### 車両ギャラリー

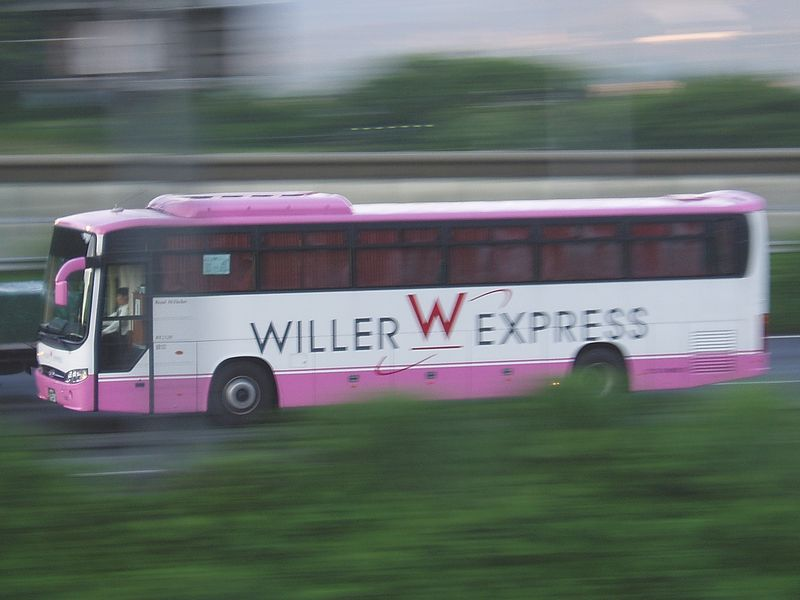
WILLER EXPRESSのツアーバス用車両 （大宇バスBX212）
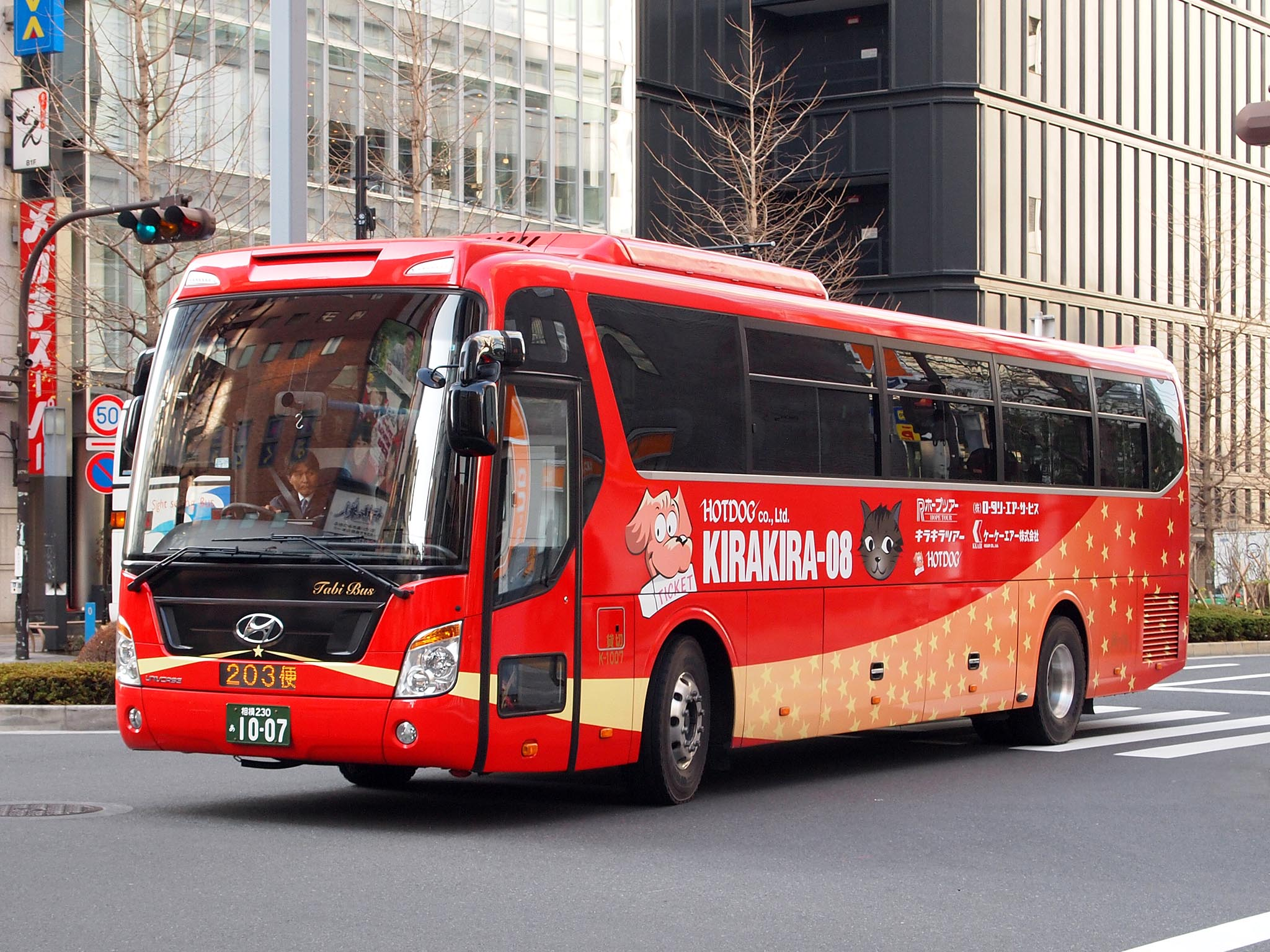
ロータリーエアーサービスのツアーバス「キラキラ号」 （ヒュンダイ・ユニバース、旅バス運行）
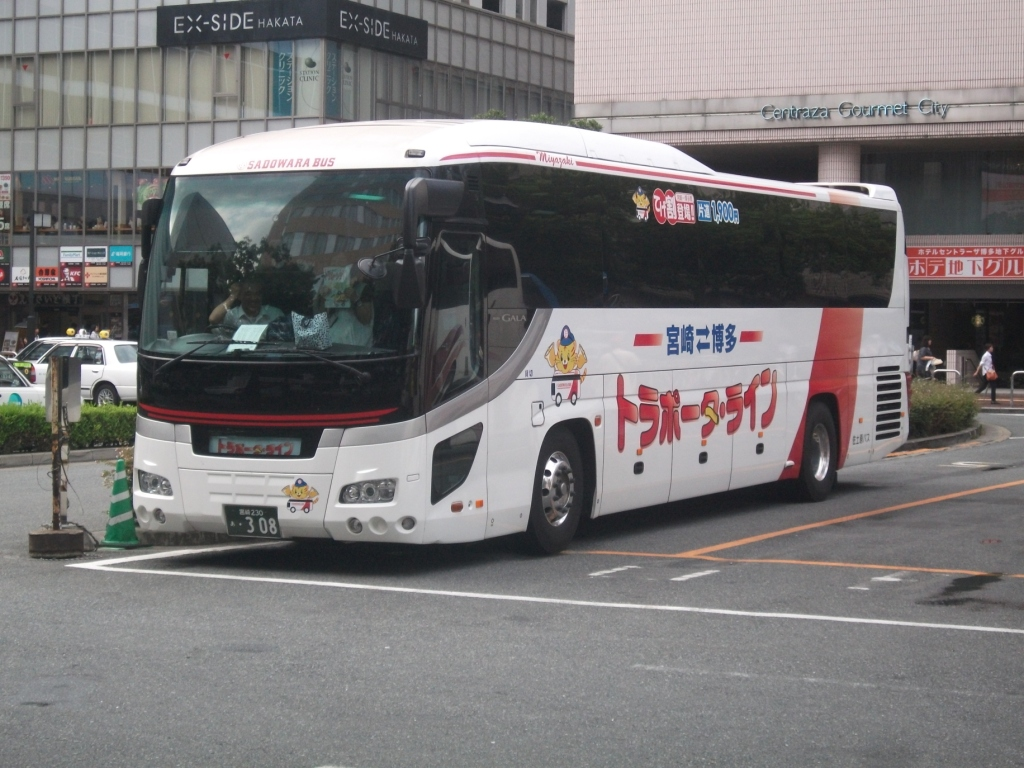
佐土原運送の宮崎⇔博多「トラポータ・ライン」用車両 （自社運行・いすゞ・ガーラHD）
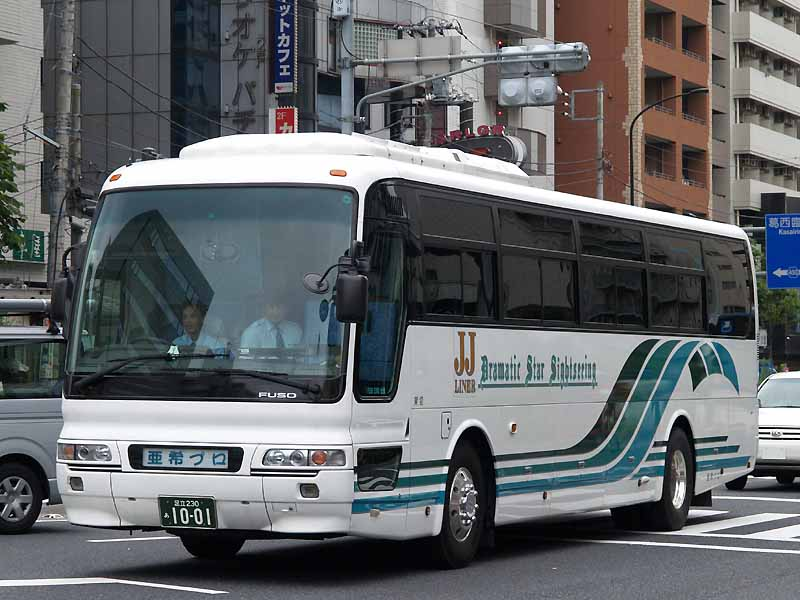
銀河計画のツアーバス「JJライナー」 （三菱ふそう・エアロバス、亜希プロ運行）
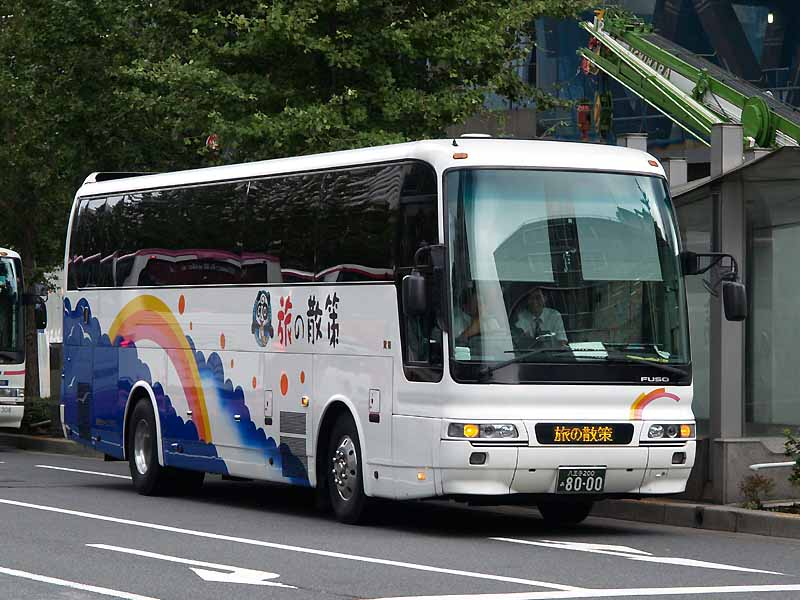
富士興商グループのツアーバス 「旅の散策」 （三菱ふそう・エアロクィーンI、富士セービングバス運行）
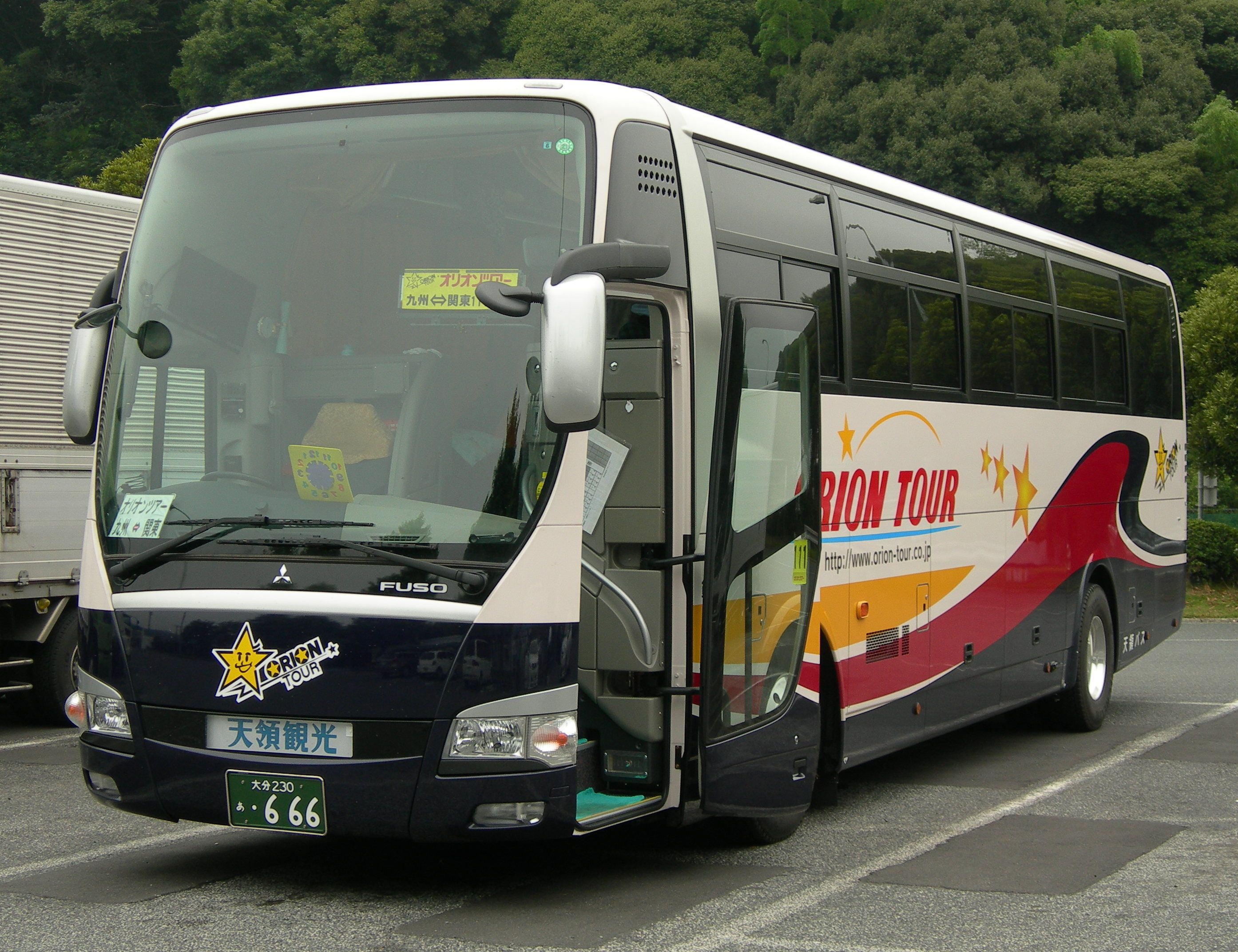
オリオンツアーの九州⇔関東ツアーバス （三菱ふそう・エアロクィーン、天領観光運行）
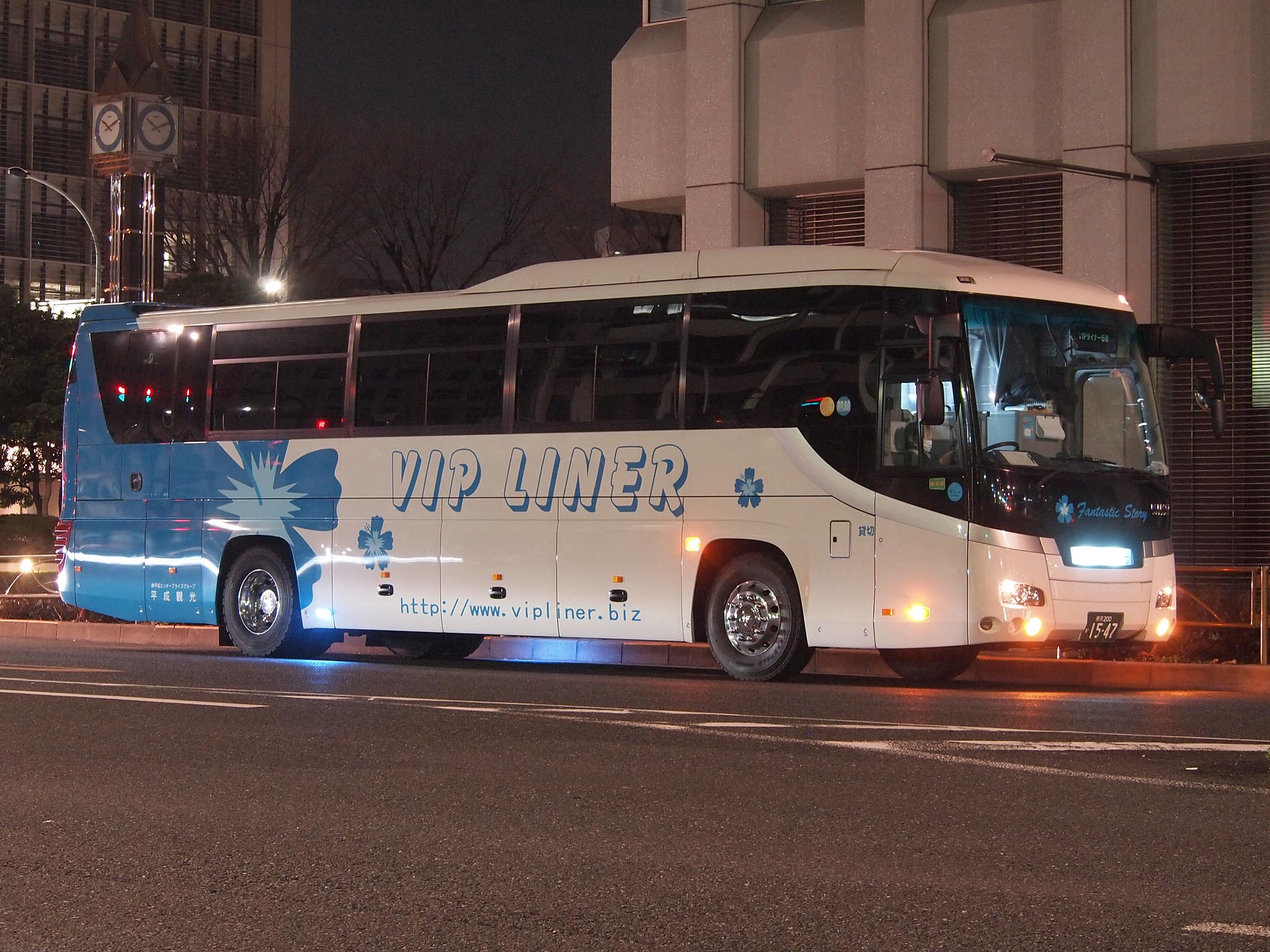
平成エンタープライズが催行・運行する「VIPライナー」 （日野・セレガ）
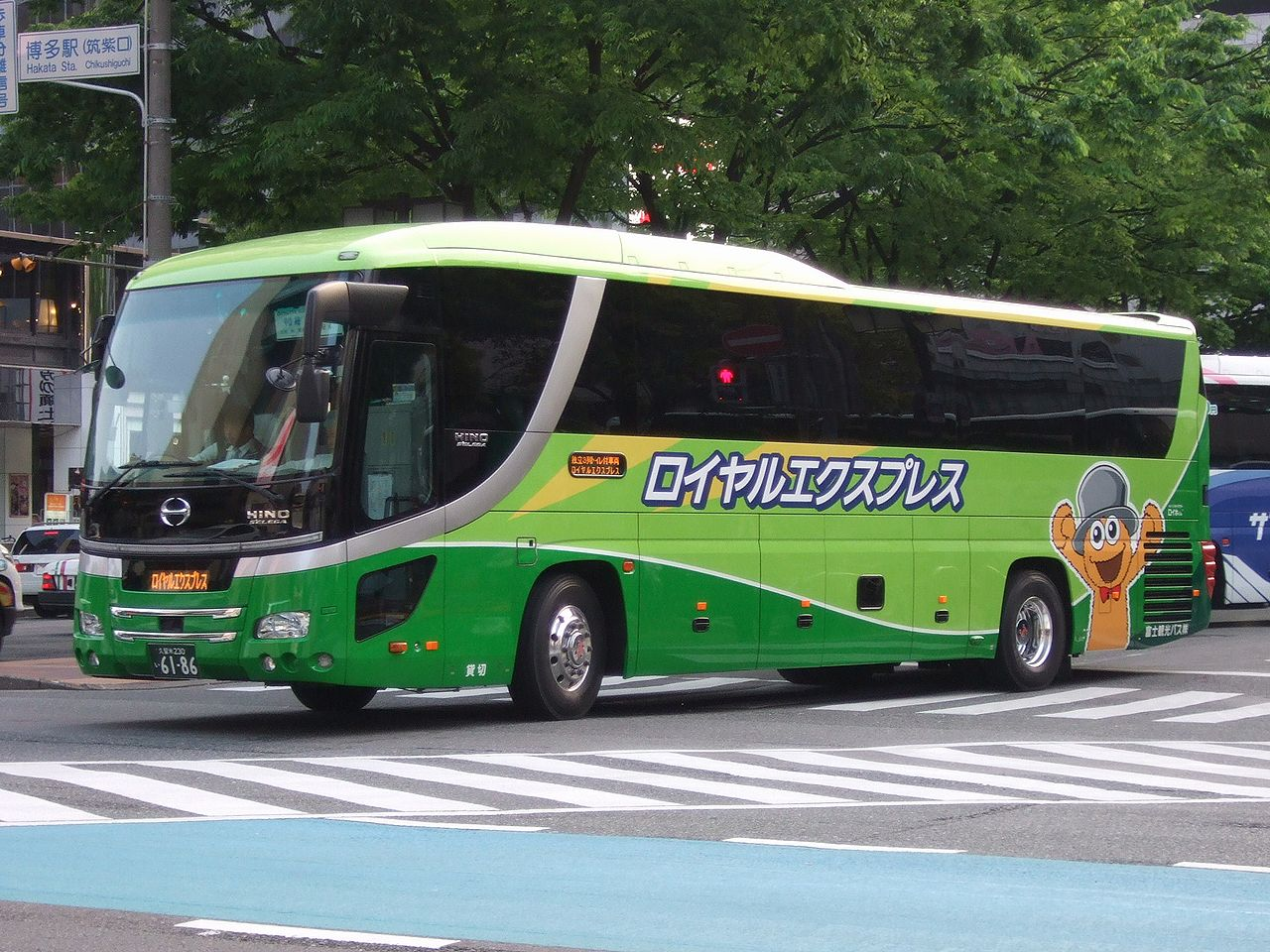
ロイヤルホリデーのツアーバス「ロイヤルエクスプレス」 （日野・セレガ、富士観光バス運行）
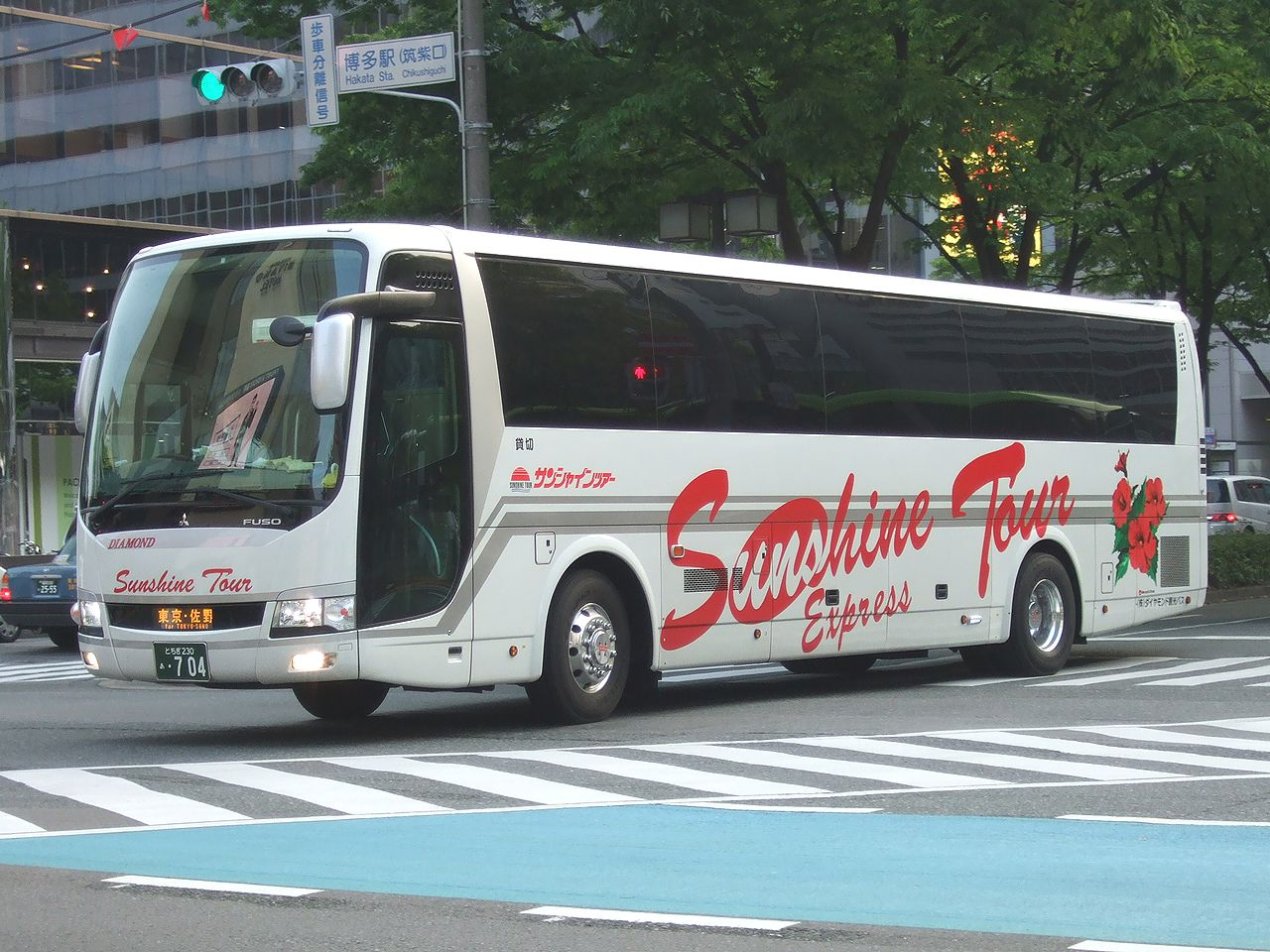
サンシャインツアーのツアーバス （三菱ふそう・エアロエース、ダイヤモンド観光バス運行）
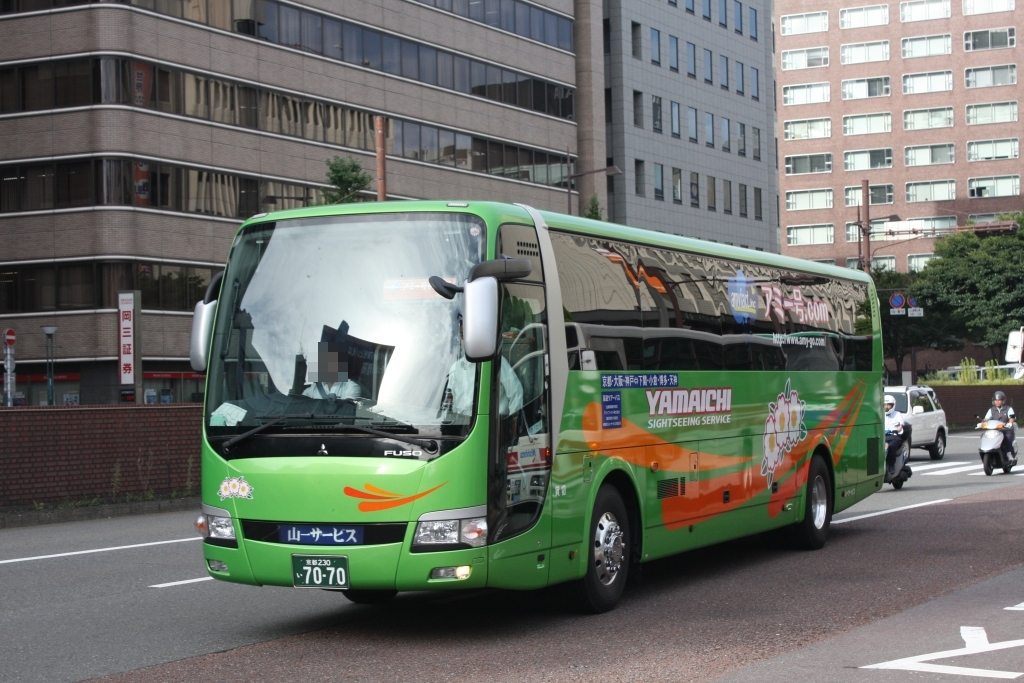
アミィファクトのツアーバス「アミー号」 （三菱ふそう・エアロエース、山一サービス運行）

## その他の運行形態
高速ツアーバス同様、貸切バスを利用しながら輸送に特化した旅行商品としては、スポーツ観戦やコンサートなどのイベント開催時にイベント参加者の交通の便を確保する目的で、周辺の都市から輸送するイベントツアーバスがある。この場合はイベントの主催者が提携する旅行会社を斡旋し、その旅行会社がスポット的な募集型企画旅行を主催する形を取る。遠方発着の場合は観戦・観劇チケットを含んで「バスツアー」として催行されることも多いが、最寄り駅からの交通の便確保のために観戦・観劇チケットを含まない形態のイベントツアーバスが催行される場合もある。
なお、イベントツアーバスは目的となるイベントの参加がツアー参加の条件に加えられ、目的外利用が禁じられた。

### 観光地周遊型

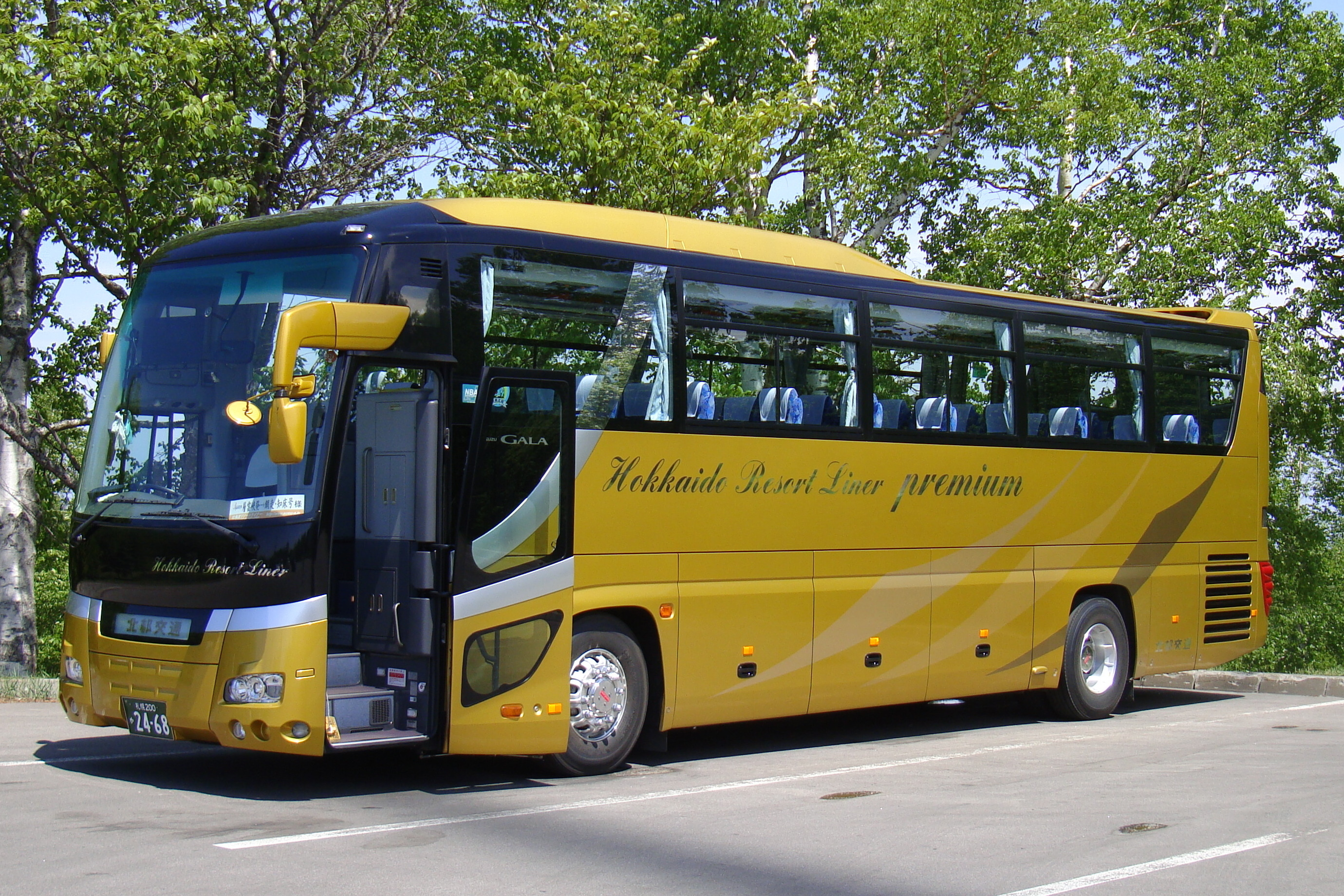
観光地周遊型「北海道リゾートライナー」

空港や新幹線停車駅などの交通拠点から、観光地を経由して主要宿泊地または交通拠点へ向かう運行形態。ジャルパックやANAセールスなど航空会社系旅行会社の募集型企画旅行商品の一部として組み込まれる場合もあり（写真の北海道リゾートライナーもそうしたケースがある）、高速ツアーバスとは異なる内容が多い。
バスガイドが乗務し、途中観光地での見学時間を設定することなどからバスツアーの類型の一つとも言えるが、観光地での行動（食事や観光施設への入場）は任意となっており、旅行商品としてはあくまでもバスでの移動のみを提供する。旅行会社が主催するため定期観光バスには該当せず、単純往復で運行されるものでもない。
観光客誘致のために自治体が主導する例もあり、一例として佐賀県武雄市が主導する「ハウステンボス・武雄周遊ツアーバス」、山口県観光連盟が主導する「おいでませ山口号」 などが挙げられる。
また、伊東園ホテルズ、湯快リゾート、大江戸温泉物語の送迎バスも観光地周遊型に分類される。

### 会員制高速バス
高速ツアーバスは一般的に募集型企画旅行の参加者への移動サービスを提供するもので、1回（あるいは1往復）しか乗車できないが、会費を支払うことで一定期間（主に1年間）有効となる会員を募集し、会員はその期間中、高速道路を経由する2地点間の移動サービスを一定期間乗り放題とする形態の会員制高速バス もあった。主宰者が主宰するバスに会員期間中、追加料金を支払うことなく何度でも乗車することが可能で、同じ観光地を何度も訪れる観光利用の促進を図った。
このような会員制高速バスの例として、福岡市と平戸市・竹田市など九州各地の観光地を結ぶ「YOKAROバス」や、福岡市と平戸市を結ぶ「ロマン号」、福岡市と山鹿市を結ぶ「よへほ号」 などがあった。「ロマン号」「よへほ号」は新高速乗合バスへの移行前に運行を終了した。「YOKAROバス」は乗合バス化された後も引き続き会員制を維持したが、2014年に福岡 - 平戸間の1路線を残して運休した。残った福岡 - 平戸間では2016年に会員制を終了した。

## ツアーバスの車両
昼行便・夜行便ともに、高速バス用ではなく観光バス用の車両が用いられることが多い。観光バス用車両は座席配置が前後11列もしくは12列・横4列で、トイレや洗面台、フットレストやレッグレストなど、長距離高速路線バスでは基本装備に挙げられるものは装備しない場合が多い。高速乗合バスでは交通バリアフリー法により設置が義務づけられる車椅子席も設置義務がなかった。
都市間ツアーバスに特化した貸切事業者の中には、座席を前後10列で横4列または3列とした車両、横2列配置で個室に近い座席配置とした車両も存在する。また車内設備も、フットレスト・レッグレスト・トイレ・個別のプライバシーカーテン・本革シートなど、夜行高速乗合バスと同等かそれ以上設備を備えた車両を導入する事業者もあり、これらについては料金が割高に設定される。ツアーバス事業者の中には海部観光のように、豪華な車内設備を売りとして他社との差別化を図るものも存在した。
新高速バス制度施行直前の時期は、新制度への移行を見越し、高速路線バス仕様の車両が各社で導入されていた。

## バスのりば

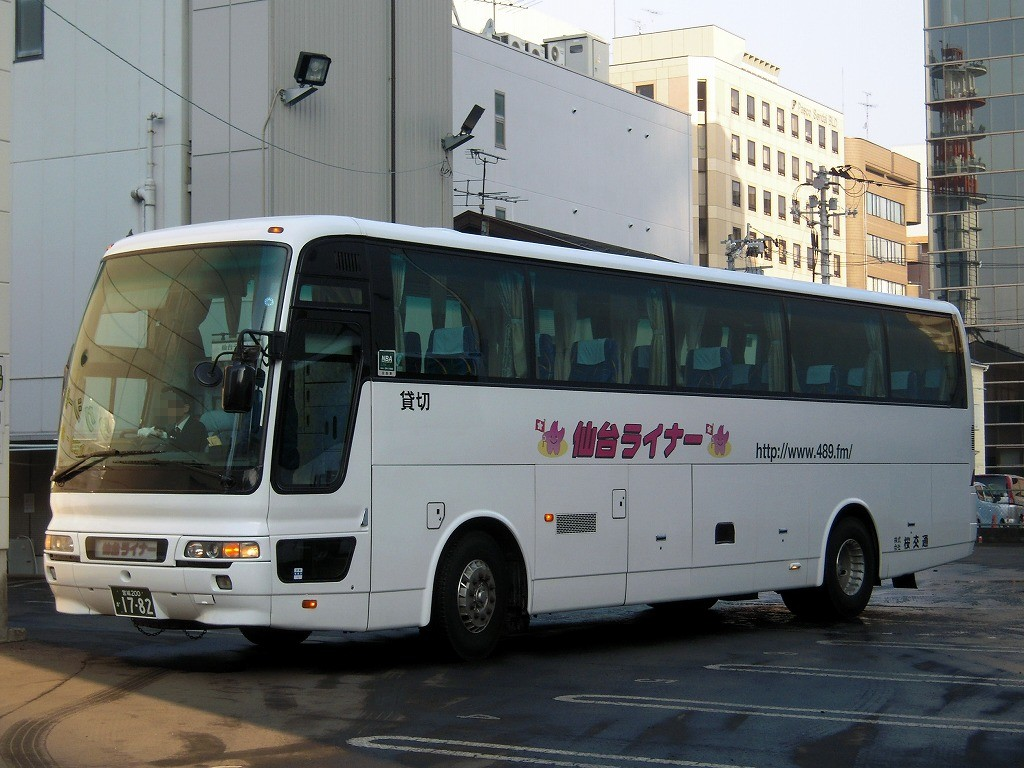
さくら観光仙台営業所「仙台駅東口さくらターミナル」から出庫中の仙台ライナー専用車

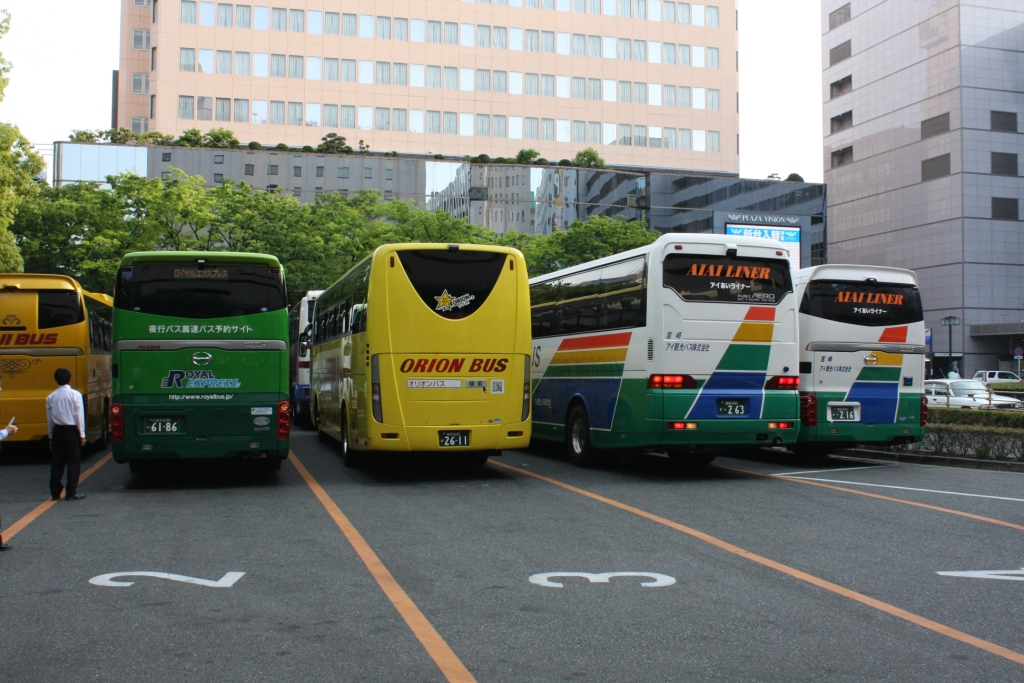
博多駅筑紫口に停車中のツアーバス

高速乗合バスが、旅客運送事業の許可や路線の届出のために停留所やバスターミナル施設を設置しなければならないのに対し、設置義務を逃れていたツアーバスはそのことがコスト低減の一助となっていた。しかし、基本的にバスターミナルや乗合バス用停留所やターミナルは利用できない ため、停車（客待ちを行う場合は駐車も）禁止場所以外の路上や駐車場、観光バス乗り場などから発着することが多い。利用の際は事前に集合場所や受付方法を把握することが求められるほか、悪天候時でも屋根のない路上で待たなければならないこともある。ツアーバス自体の台数や道路工事などの状況によっても乗車場所が変わる。
新宿駅（特に西口）などツアーバスが多く集結する都心のターミナル駅周辺では、バスターミナルを利用できないツアーバスの路上駐車が常態化して問題となっており、中には「曲がり角から5m以内」や「横断歩道、自転車横断帯とその側端から前後に5m以内」のように、道路交通法違反（駐車違反）となる場所で客待ちをしているケースも見られた。新高速乗合バスへの移行後は、従来からの高速乗合バスと旧ツアーバス系事業者がともにバスタ新宿を利用することとなり「高速バス新時代」を象徴する施設となった。
上記の問題に対応するため、ツアーバス事業者（旅行会社）自身が専用のターミナルやデスクを設置する例もあり、さくら観光では、2008年11月に新設した仙台営業所敷地内に「仙台駅東口さくらターミナル」を開設した。
ツアーバス最大手であったWILLER TRAVELは、都心部に独自のバスターミナルを次々と開設した。2010年4月に新宿住友ビルディング（新宿住友三角ビル）玄関前に「WILLER バスターミナル新宿西口」 を、2011年4月に梅田スカイビル・イーストタワーに「WILLER バスターミナル大阪梅田」 を開設した。また、2012年7月には浜松町バスターミナルにインフォメーションカウンターを開設した。

## メリットとデメリット

### 安価な移動手段
国土交通省東北運輸局では、2008年に「高速バス・ツアーバスの利用実態調査」を行い、その結果を公表している。この調査は仙台駅周辺における関東発着便に限定しての調査だが、ツアーバスのサービスのうち、運行頻度、料金、予約・発券、座席の配置等に対する満足度は高速乗合バスより高いという分析がされ、ツアーバスのサービスは総じて良好に受け止められていることが明らかになったとしている。ツアーバス利用者の75%が40歳未満と若年層の利用が多く、利用目的も「観光・娯楽目的」が多い。ツアーバスを選択した要因として、ツアーバス利用者のほぼ全員が「他の交通機関と比較し、料金が安いから」という点を挙げた。
また、自家用車でのドライブ等からツアーバスに移行する旅客も増えたという報道もあった。この報道では楽天バスサービス関係者の話として、ガソリン代高騰の影響で割高感のあるマイカー旅行に比べ、ツアーバスの格安さに注目が集まっているのではないかとの分析を行っている。

### 観光バス事業者へのしわ寄せと安全性
2000年と2002年に道路運送法が改正され、バス事業の規制緩和が行われたことにより貸切バス事業へ参入する会社が急増した。これにより貸切バス事業者間で過当競争状態が生まれ、貸切バス運賃の値下げを希望する旅行会社と、運賃を値下げしてでも稼働率を上げたいという貸切バス事業者の思惑も相まってダンピングが進行し、運賃の低下が急速に進んだ。加えて、貸切バス事業者（特に零細事業者）が、燃料費高騰などに伴う運行経費抑制と運転手不足から、運転手一人あたりの稼働率を上げる方策をとり、結果的に運転士の過労運転が問題となった。
ツアーバス運転士の過労運転が原因とされる事故としては、吹田スキーバス事故（2007年2月、添乗員が死亡）、関越自動車道高速バス居眠り運転事故（2012年4月、乗客7人が死亡）などの例がある。法令により労務管理がなされている高速路線バスに比べて、高速ツアーバスは安全面に問題があると指摘された。
これについては監督官庁である国土交通省が吹田スキーバス事故を受ける形で、省内に「貸切バスに関する安全等対策検討会」を設置し、2007年6月6日から同年10月15日まで検討会を開催、同年10月に報告をまとめた。これを受け、2007年12月14日に通達「貸切バスにおける交代運転者の座席の確保等の安全確保の徹底」（平成19年12月14日国総観事第297号、総合政策局観光事業課長から（社）日本旅行業協会・（社）全国旅行業協会等あて通知）により、交替運転者が車内で身体を伸ばして休息できる設備の確保を徹底させるとともに、2008年6月2日には旅客自動車運送事業運輸規則を改正し、着地における乗務員の睡眠施設等の確保義務を明確化した。
また、長距離運行にかかる安全面への対応としては、2008年には国土交通省から「一般貸切旅客自動車運送事業に係る乗務距離による交代運転者の配置」に関する試行的指針が示され、運転者の1日の最大走行距離は、勤務時間等基準告示で定められた2日を平均した1日当たりの運転時間の上限（9時間）の運行距離に相当する670キロメートル（高速道路のみ走行の場合）とされた。ただしこの指針には拘束力がなく、違反した場合の罰則規定もない。
ただしこれらの指導は、ツアーバスを主催する旅行会社に対する指導ではなく、運行に携わる貸切バス事業者に対するものが中心であったことから、行政による指導監督としては不十分という結果となり、2010年の総務省による行政指導、さらには高速バスとツアーバスの「一本化」に向けた動きとして「新高速乗合バス制度」の発足につながることとなる。

## 高速乗合バスとの関係

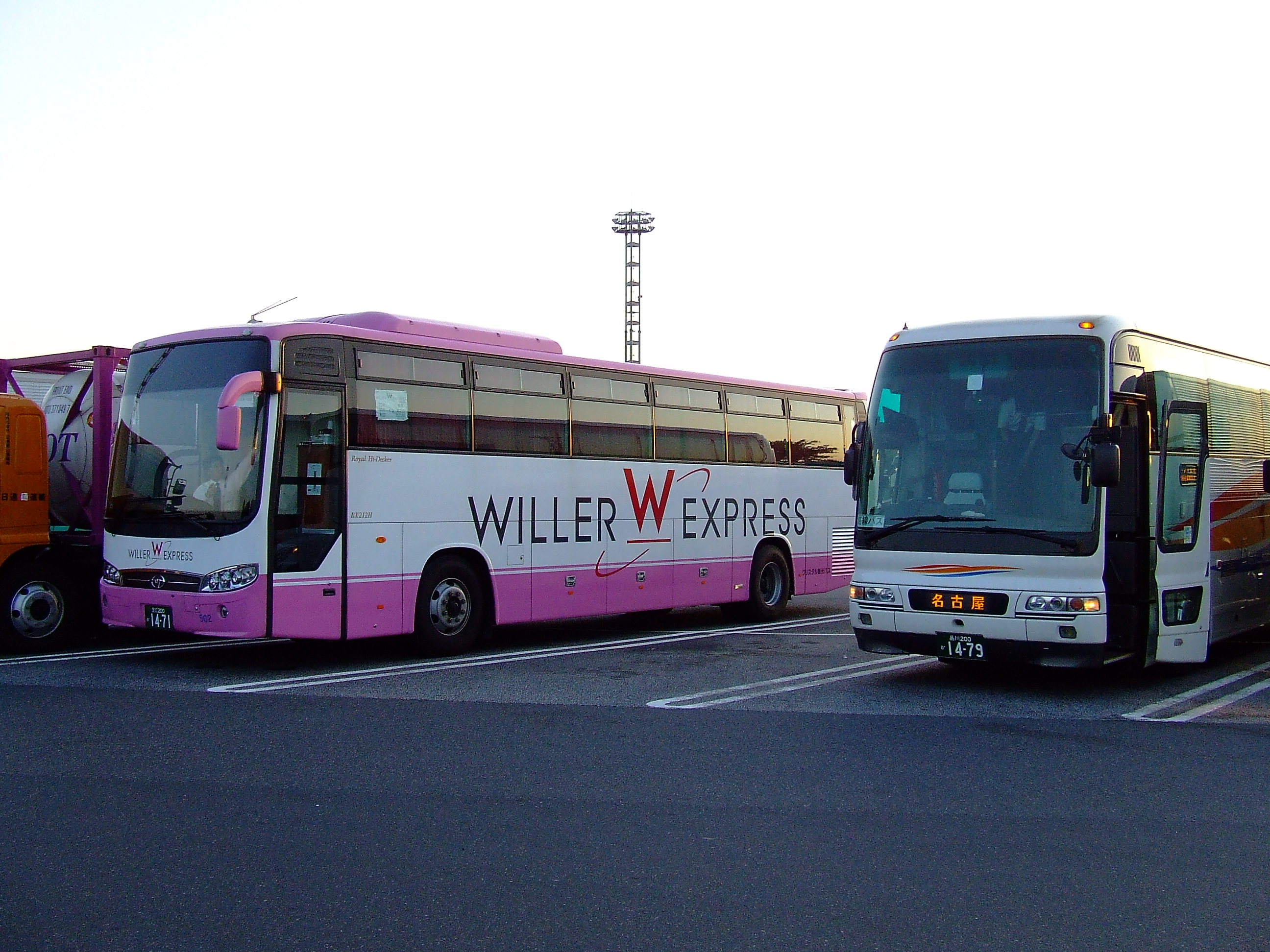
右が京急観光バスの高速路線バス、左がWILLER TRAVELのツアーバス

ツアーバスと高速乗合バスは運行形態は異なるものの、バスによる都市間の移動手段という意味では共通することから競合するケースが増加した。
ただし、高速乗合バス運行とツアーバス催行の両方を行うバス事業者（弘南バスや奈良交通、アルピコ交通やイルカ交通など）や、既存の高速路線バスを廃止して同一区間を走行するツアーバスに転換する会社（サンデン交通や南部バス）もある。サンデン交通は下関 - 東京間の「ふくふく東京号」運行終了後、オリオンツアー及びハーヴェストホールディングスから下関 - 東京便の運行を受託。その後は多客期に自社運行ツアーバス「サンデンライナー」を催行した。また、南部バスはシリウス号の共同運行から撤退後、WILLER TRAVELとの提携により同線に充当していた車両を用いて八戸 - 東京便のツアーバスの運行を受託していた。
その他、地元では路線バス事業を営みながらも、自社または系列の旅行会社が主催するツアーバスの運行を一手に担う形で、都市間輸送へ実質的に進出している中小バス事業者もある（高知駅前観光やイーグルバス、平成エンタープライズなど）。
また運行開始の手続きが簡便なことから、ツアーバス形式で需要調査を兼ねた運行を行った上で高速乗合バスに移行するケース（中央高速バス伊那・飯田線、エディ号）、路線バス運行の認可前にツアーバス形式で運行を開始する例（常磐高速バス茨城空港線）もみられる。

### 競争による利便性向上
ツアーバスの催行区間では、既存の高速乗合バスが厳しい競争に晒される例が多い。中でも首都圏 - 京阪神間は競争が激しく、JRバスの「青春ドリーム号」、近鉄バス系の「カジュアル・ツィンクル号」「フライングスニーカー号」、京成バスの「きょうと号」など、ツアーバスと同程度の低運賃を打ち出し対抗する事例も見られた。
その一方、JRバスの「プレミアムドリーム号」のような高級志向のサービスを打ち出し、廉価主義のツアーバスとの棲み分けを模索する動きもあるが、大型シートを設置した高価格帯のツアーバスが現れるなど競争の回避は難しくなった。

### 高速乗合バス減収による生活路線廃止
ツアーバスの台頭が、高速乗合バスの廃止や統合などに繋がるケースも多い。地方の乗合バス事業者には、生活交通路線の慢性的赤字を高速バスの収益で補填することで経営を維持しているケースも多く、高速バス部門の減収が地域の生活を支える一般路線バスの削減・廃止につながった例もある。
『日経スペシャル ガイアの夜明け』第268回「町からバスが消える ～ 規制緩和で揺らぐ地域の足 ～」（テレビ東京系、 2007年6月19日放送）では、JRバス東北がツアーバス台頭による高速乗合バスの減収で生活交通路線を廃止せざるを得なくなった現状が紹介されている。また、西鉄バスは路線バス事業の赤字を高速バス事業と鉄道事業で補填していたが、雇用減少による通勤客の減少と、高速道路無料化の社会実験により赤字拡大と高速バス収入が伸び悩み、2009年度から不採算路線の減便・廃止、営業所の統廃合、従業員の解雇などが行われた。
バス事業の規制緩和により誕生したツアーバスであるが、一方で厳しい規制を強いられていた高速乗合バス事業者側からは早い段階から批判があった。両備ホールディングス（両備バス）社長の小嶋光信は、ツアーバスについて「路線バス事業まがい」の事業を「法の不備を突かれて」認めてしまったと批判している ほか、2012年発行の著書『日本一のローカル線をつくる』においても「同じ路線事業行為を行って、一方は規制されてコスト高を免れず、他方はフリーハンドで経営できるという、アンフェアな競争状態」と批判した。

### 高速ツアーバスと高速乗合バスの比較
以下に高速ツアーバスと高速乗合バスの主要な相違点を示す。ただし、路線・運行事業者・主催者により取扱いが異なる場合がある。
ここでは類似した移動商品としての比較のみを例示し、「債務不履行の際の補償措置」など直接的な比較に関係ない項目は割愛した。
| 項目                                                   | 高速ツアーバス（募集型企画旅行） | 高速乗合バス（路線バス） |
| ------------------------------------------------------ | --- | --- |
| 根拠法令                                               | 旅行業法 | 道路運送法 |
| 主催者（利用者窓口）                                   | ツアーを企画・主催する旅行会社 | 運行する路線バス事業者 |
| 運行形態                                               | 貸切バス（旅行会社がバス事業者と契約、または旅行会社を併営する貸切バス事業者が運行） | 乗合バス（路線バスの一形態） |
| 適用約款                                               | 旅行業約款（旅行会社） 一般貸切自動車運送事業約款（貸切バス事業者） | 一般乗合旅客自動車運送事業約款 |
| 運営主体設立時の手続き                                 | 旅行主催のための第1種・第2種旅行業登録 | 一般乗合旅客自動車運送事業の許可 |
| 路線新設・改廃時の手続き                               | ツアーバスとしての認可申請等は不要 | 路線バスとして地方運輸局に認可申請・届出が必要 |
| 高速道路の通行料金区分                                 | 特大車（貸切バス） | 大型車（路線バス） |
| 運賃/料金の弾力性                                      | 旅行契約による。参加者向けには弾力的運用が可能 ツアー代金そのものは自由料金であるが、貸切バスの運賃は地方運輸局による公示運賃である（上限・下限の範囲内でのみ運賃設定の自由が認められている）。またツアー料金の変動についても旅行業公正取引協議会 による自主管理ルール「募集型企画旅行の表示に関する公正競争規約」により管理されている。 | 上限運賃変更は国土交通大臣への認可申請が必要 実施運賃変更は地方運輸局への届出が必要 路線によっては日付や時期により割引運賃となることもある。                                                                                          |
| 割引運賃/料金の設定                                    | 小児料金・学生割引・障害者割引の設定がない | 小児料金・学生割引（路線による）・障害者割引の設定がある |
| 事前申込方法                                           | 旅行会社のウェブサイト・電話による申込。申込時に募集型企画旅行条件に基づく申込金が必要。 | 専用ウェブサイト や、電話での予約（事前申込制を採用している路線の場合）、運行会社または提携鉄道会社・バス会社、又は旅行会社(手配扱)の窓口での事前発券。                                                                               |
| 利用当日・直前の申し込み                               | 出発数時間前に予約を締め切るケースが多い 出発直前の予約や、予約なしでの乗車は原則不可。 | 空席があれば発車直前の申し込みも可能 指定制を実施していない路線は、空席があれば予約なしで乗車できる。 |
| 運賃/代金の支払い                                      | 指定の支払期限日までに納付 利用のつど事前決済が原則で回数券形式での事前の払い込みはできない。 | 事前発券の場合は発券時に全額支払 乗車時に車内で支払（現金または乗車カード利用）できる路線や、回数券・定期券 を発売している路線もある。                                                                                                |
| 申込時に発行される券片（乗車券・バウチャーなど）・書類 | バウチャーそのものはチケットレス または出納代行伝票でバウチャーに替える。 申込時に旅行契約書の交付等が必要。 | 事前発券の場合は乗車券が発行される（乗車券に代えて、チケットレスの場合もある）。 乗車時に運賃を支払う場合は、乗車券を発行しない。 |
| 座席の指定・希望                                       | 原則として不可。当日の乗車時に指定された席が通知される。 ただし最近では座席を指定できるツアーバスもある。 | 座席指定便の場合は発券時に座席が指定される。発券システムにより希望座席の指定が可能な場合もある。 予約定員制（乗車保証のみの予約）や、そもそも事前予約制を採用していない路線もある。                                                   |
| 利用者都合による変更                                   | 旅行条件による（便変更であっても旅行の取消し手続きが必要な場合あり） | 座席指定でない乗車便変更の場合は乗車券の有効期限内であれば手続不要。それ以外は変更・払戻手続きが必要。 |
| 利用者都合による取消・払戻手数料                       | 出発の21日前以前の取消は全額払戻。21日前から旅行開始前までの取消は残日数により代金の20%から50%の取消料が発生する。 | 出発の2日前までは100円、出発の前日または当日（出発時刻前）は20％の払戻手数料がかかる。 |
| 運行条件                                               | 旅行条件による。 運行に支障となる状況が発生した場合のほか、確定日までに最低催行人数に達しない場合に催行が中止される。 | 運送約款による。 運行に支障となる状況が発生しない限り、乗客の有無にかかわらず運行される。 |
| 乗降場所                                               | 都市中心部の路上や駐車場、団体バス乗降場が大半。 | 国土交通省に届け出た所定のバス停留所またはバスターミナル |
| 事故に対する責任の所在と賠償・補償措置                 | 貸切バス事業者がバス運行の安全確保に責任を負う（主催者側にはバス運行の直接の安全確保の責任が生じない） 事故の場合はバス事業者の他、ツアーを企画・募集した旅行会社が特別補償を行う。 | 路線バス事業者がバス運行の安全確保に責任を負う 事故時の場合は運行のバス事業者が損害賠償責任を負う。 |
| 路線撤退や業者の倒産時の補償措置                       | 倒産に至るまでに代替交通手段が確保されることはほとんどなく、旅行会社が日本旅行業協会・全国旅行業協会の保証会員の場合は弁済業務保証金制度 や、非会員の場合は営業保証金制度などによる事後の金銭的補償にとどまる。 | 倒産に至る前に予約情報や回数券などの引き継ぎを適切に行った上で、他の事業者へ事業譲渡される場合や代替路線が開設される場合、また適切な期間をもって営業終了の予告を行い、事前に購入された回数券なども手数料なく払い戻される場合 が多い。 |